# Mosteiro de Landim
O Mosteiro de Landim, ou Mosteiro de Santa Maria de Landim, localiza-se na freguesia de Landim, município de Vila Nova de Famalicão, distrito de Braga, em Portugal.
O Mosteiro de Landim, incluindo a Igreja, Casa do Mosteiro e todo o terreno abrangido pela cerca, está classificado como Imóvel de Interesse Público desde 1996.

## História
As origens do Mosteiro de Landim remontam aos alvores da Baixa Idade Média. Embora sejam escassas e contraditórias as informações sobre a sua fundação, esta é atribuída, entre 1110 e 1128, a D. Gonçalo Rodrigues da Palmeira, filho do conde Rodrigo Forjaz de Trastâmara, da linhagem da Casa de Trava, que foi companheiro de armas do conde D. Henrique da Borgonha, pai de D. Afonso Henriques. Gonçalo Rodrigues ocupou lugares de relevo na corte da condessa D. Teresa de Leão e esteve na origem da linhagem dos Pereira através de um seu filho.
Mais tarde Gonçalo Rodrigues tê-lo-á dotado com o domínio de Palmeira (freguesia extinta do concelho de Santo Tirso) que lhe coutou D. Afonso Henriques. A doação foi confirmada pelos seus filhos em documento de 1177, numa altura em que o Mosteiro, cuja comunidade original adoptou com toda a certeza os cânones da tradição hispânica, já estava reformado pela regra da Ordem dos Cónegos Regrantes de Santo Agostinho, sediados no Mosteiro de Santa Cruz , em Coimbra, conforme se lê no texto onde é designado por "Monasterio de Nandim & Ordini Sancti Agustini". Nas Inquirições de 1258 figura pela primeira vez com o nome de "Monasterio de Sancte Marie de Nandim", e manter-se-ia sempre no seio dos crúzios até à sua extinção em 1770.

## Características
É ainda do século XVIII o órgão que embeleza a igreja, cuja construção invulgar justificaria restauro urgente.
A sul do conjunto monástico temos o Parque e a Cerca que se estende por consideráveis terras agricultadas, no prolongamento de uma magnífica mata de carvalhos, matizada por faias, acácias e medronheiros. Junto ao Parque, embelezado por arruamentos e artísticos fontanários, existiu um gracioso horto com tanque e chafariz, onde ainda se podem ver os muros de suporte rematados de cantaria.
À data da sua fundação, nos inícios do século XII, o mosteiro era românico e dele ainda permanecem alguns vestígios, como os capitéis e as arcadas cegas na capela da igreja e alguns capitéis geminados com motivos da época, talvez já de transição para a centúria de duzentos, como assinalam as bases de bolbo, todos eles fragmentos possivelmente oriundos dum claustro românico destruído na reconstrução do século XVI. A primitiva igreja era de uma só nave, mais baixa do que a atual, e a capela de paredes retas, sensivelmente quadrangular. Tinha tetos de madeira e um portal de três arquivoltas, cujos restos se encontram no antigo cemitério. Uma reforma no século XIII instalou a atual abóbada da capela, sustentada em contrafortes exteriores, e fez levantar a altura da nave, sendo dessa época alguns dos ornamentos românicos que resistiram às alterações posteriores, como os arcos-sob-cornija e o friso enxaquetado que rodeia a capela.
A grande transformação viria, no entanto, a ocorrer no século XVI sob a égide do Cardeal-Bispo de Viseu, D. Miguel da Silva, vulto de grande destaque na corrente renascentista europeia, que foi Comendatário do Mosteiro na primeira metade de quinhentos. A reconstrução maneirista, fortemente marcada pelo estilo arquitectónico da Companhia de Jesus, caracteriza-se pela obra da fachada da igreja, reconstruída em três corpos lisos, divididos horizontalmente por cornijas rectilíneas, com galilé de três arcos e coro alto, e a edificação da torre e nave colateral.
No Mosteiro, totalmente remodelado, salientam-se as construções do novo claustro com colunas dóricas "à romana" e do sobreclaustro aberto entre colunelos, que seria fechado, possivelmente já como domínio privado, em finais de setecentos. Os interiores conheceram sucessivas remodelações de decoração ao longo dos século XVII e XVIII com abundante utilização de azulejaria, onde sobressaem padronagens de tapete e registos de natureza figurativa ao gosto popular de seiscentos, como os que se observam na Casa do Paço, junto ao antigo campo do Jogo da Péla, e alguns notáveis trabalhos de talha barroca que se podem ver no retábulo da Capela e no arco de transição da nave ou no admirável tecto da Sala do Capítulo, perto do portal de entrada do Mosteiro novo.